# Železniční trať Děčín–Rumburk
Železniční trať Děčín–Rumburk (v jízdním řádu pro cestující označená číslem 081) je jednokolejná železniční trať. Vede z Děčína do Rumburku přes Benešov nad Ploučnicí, Českou Kamenici, Jedlovou, Rybniště a Krásnou Lípu. Trať byla zprovozněna v roce 1869. Trať prochází Libereckým a Ústeckým krajem.
Úsek Benešov nad Ploučnicí – Jedlová je od 7. dubna 2014 kategorizován jako regionální dráha, ostatní úseky jsou nadále částmi celostátní dráhy.

## Vlaky
| Linka | Trasa                                                                 | Dopravce       | Vozidla |
| ----- | --------------------------------------------------------------------- | -------------- | ------- |
| R14B  | Liberec – Děčín – Ústí nad Labem hl. n.                               | ARRIVA vlaky   | 845     |
| R22   | Kolín – Mladá Boleslav hl. n. – Česká Lípa hl. n. – Rumburk – Šluknov | ARRIVA vlaky   | 845     |
| U8    | Děčín – Česká Kamenice – Rumburk                                      | České dráhy    | 642     |
| L2    | Liberec – Česká Lípa – Děčín                                          | Die Länderbahn | 642     |
| L4    | Rumburk – Jedlová – Česká Lípa – Mladá Boleslav hl. n.                | Die Länderbahn | 642     |

Až do ukončení pronájmu v roce 2012 se tu vyskytovaly i německé jednotky Siemens Desiro a ještě dříve i motorové vozy řady 810 a 830. V pravidelném provozu tu až do roku 2011 některé rychlíky tahaly i motorové lokomotivy 750 (Brejlovec).[zdroj?]
V letním období v roce 2012 byl po trati veden i nostalgický spoj „Lužický motoráček“, jezdící v trase Liberec – Česká Kamenice - Kamenický Šenov (dopravce KŽC Doprava). Ten byl provozován motorovým vozem M 262.0.
Od GVD 2014/2015 měl rychlíky na trase Liberec – Česká Lípa – Děčín – Ústí nad Labem provozovat dopravce na základě plánovaného výběrového řízení Ministerstva dopravy. Celé řízení ale bylo zastaveno a veškerou pravidelnou osobní dopravu dále zajišťovaly ČD. Změna přišla až s jízdním řádem 2020/21, kdy smlouvu, zatím na 2 roky, získal dopravce ARRIVA vlaky.

## Povodně
Povodeň v srpnu 2010 trať zásadně poničila. Bylo zničeno několik mostů, můstků a desítky kilometrů trati, zejména v okolí obce Kytlice. Objevily se i úvahy o částečném zrušení trati, nakonec však prošla rekonstrukcí a po zhruba deseti měsících byla 1. července 2011 v celé trase znovu zprovozněna.

## Stanice a zastávky

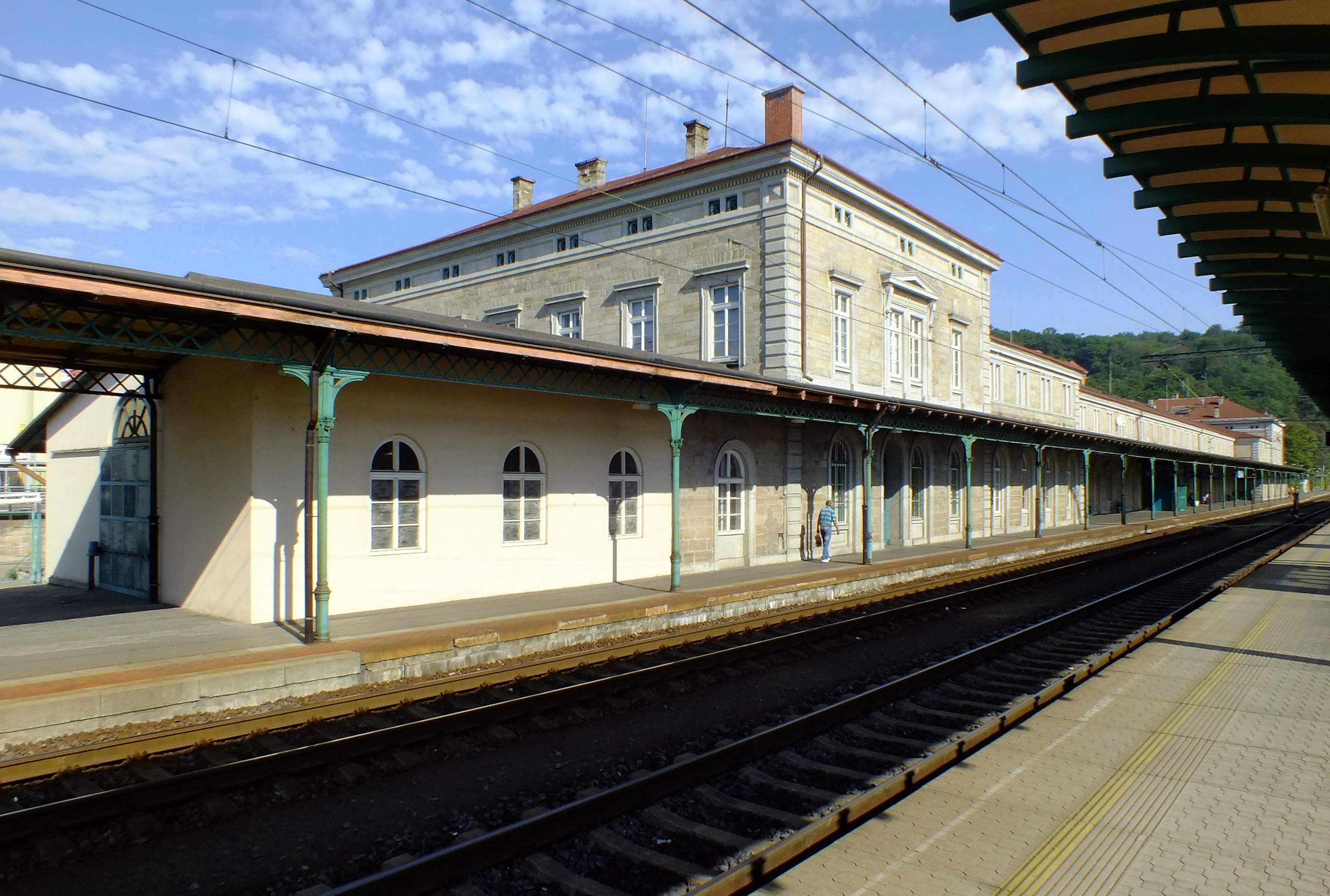
Děčín hlavní nádraží
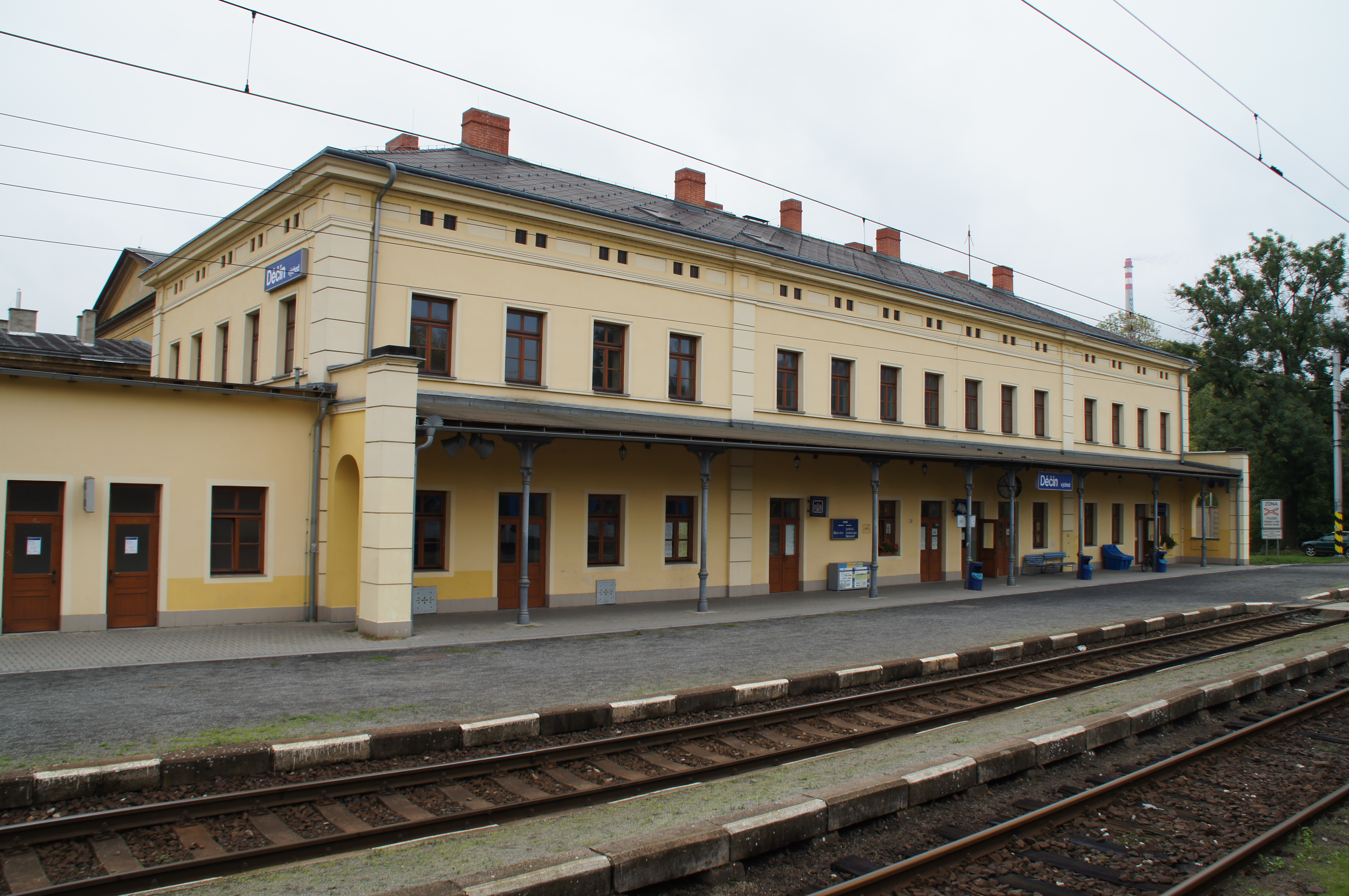
Děčín východ
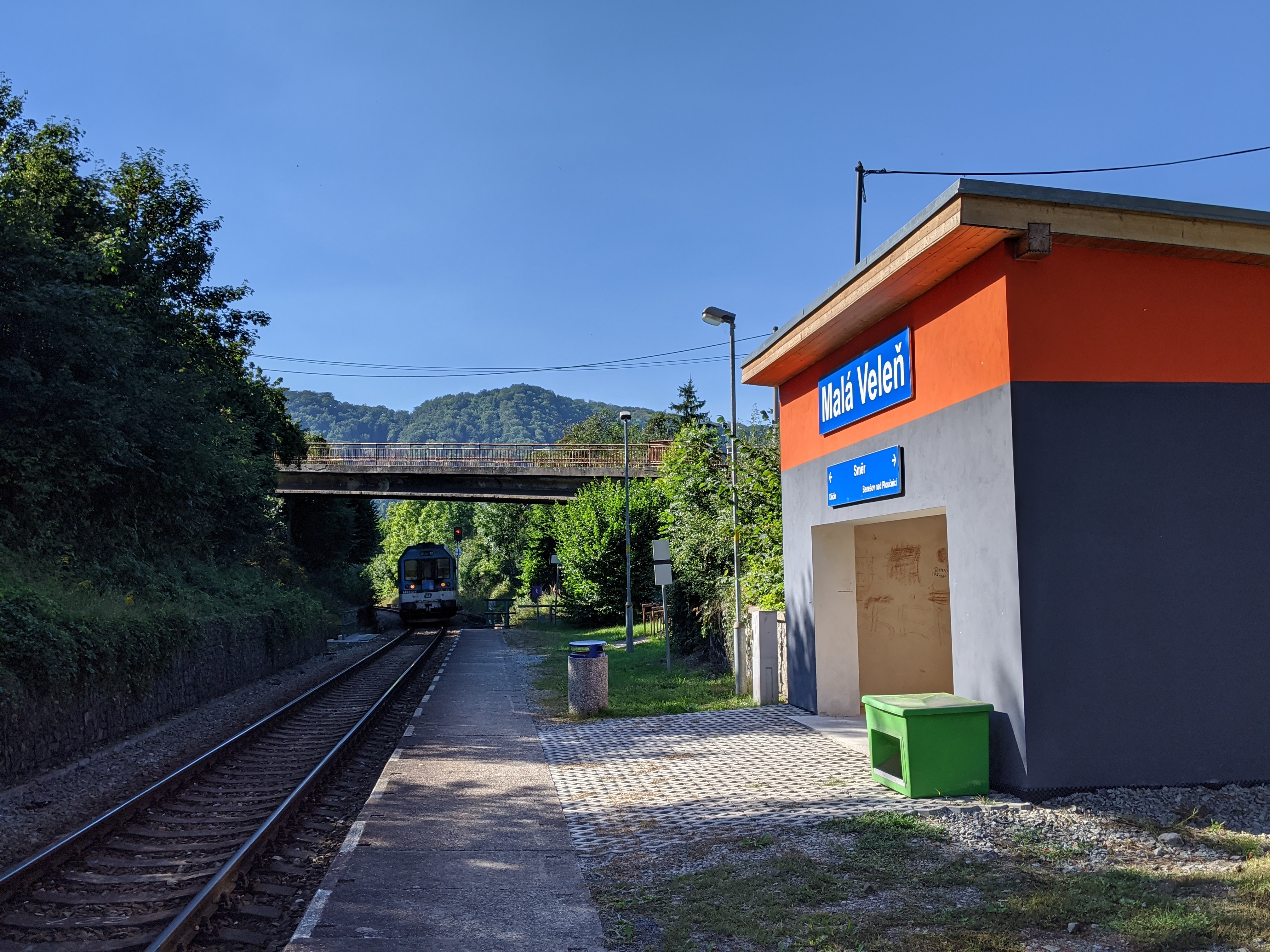
Malá Veleň
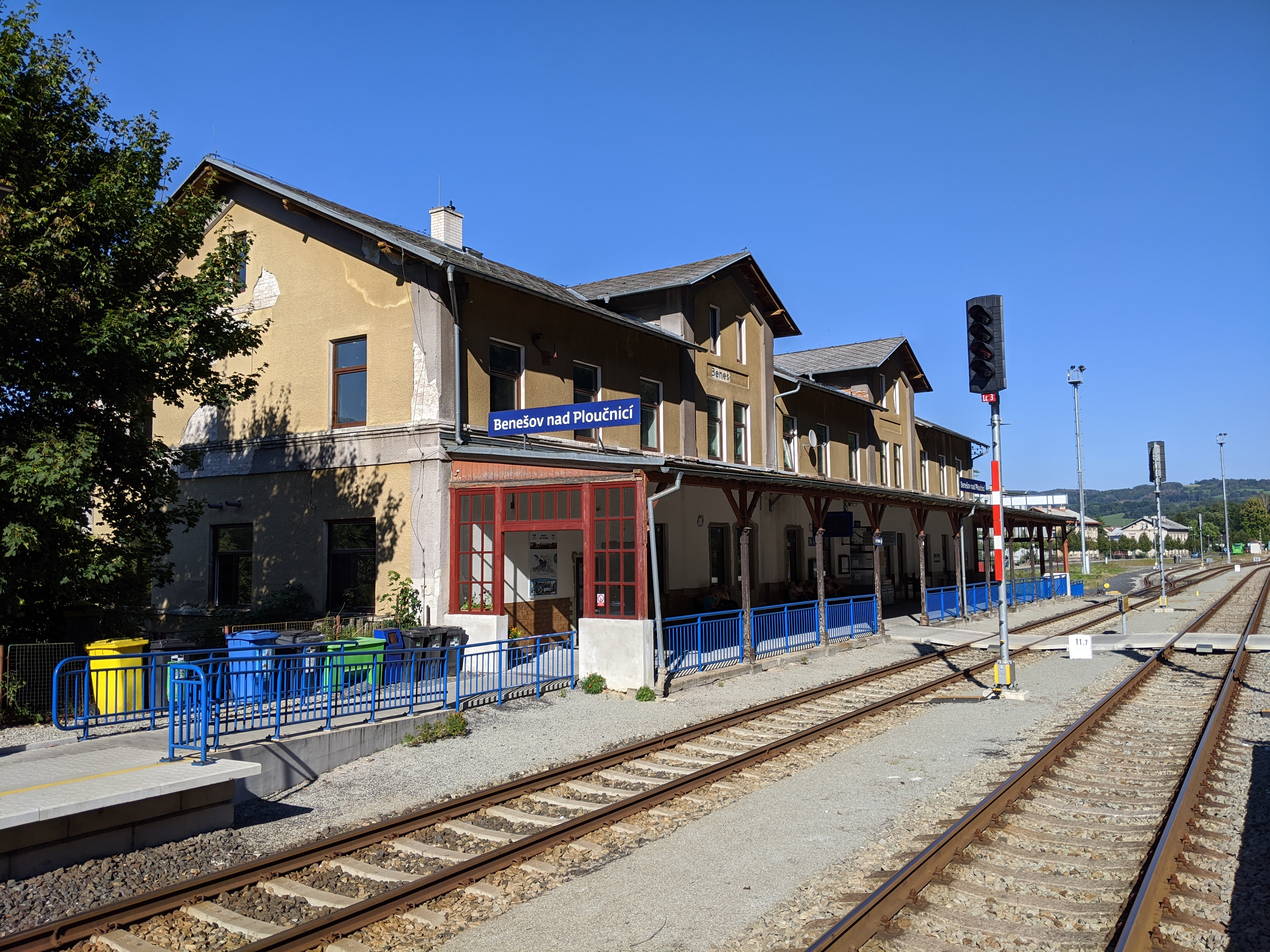
Benešov nad Ploučnicí
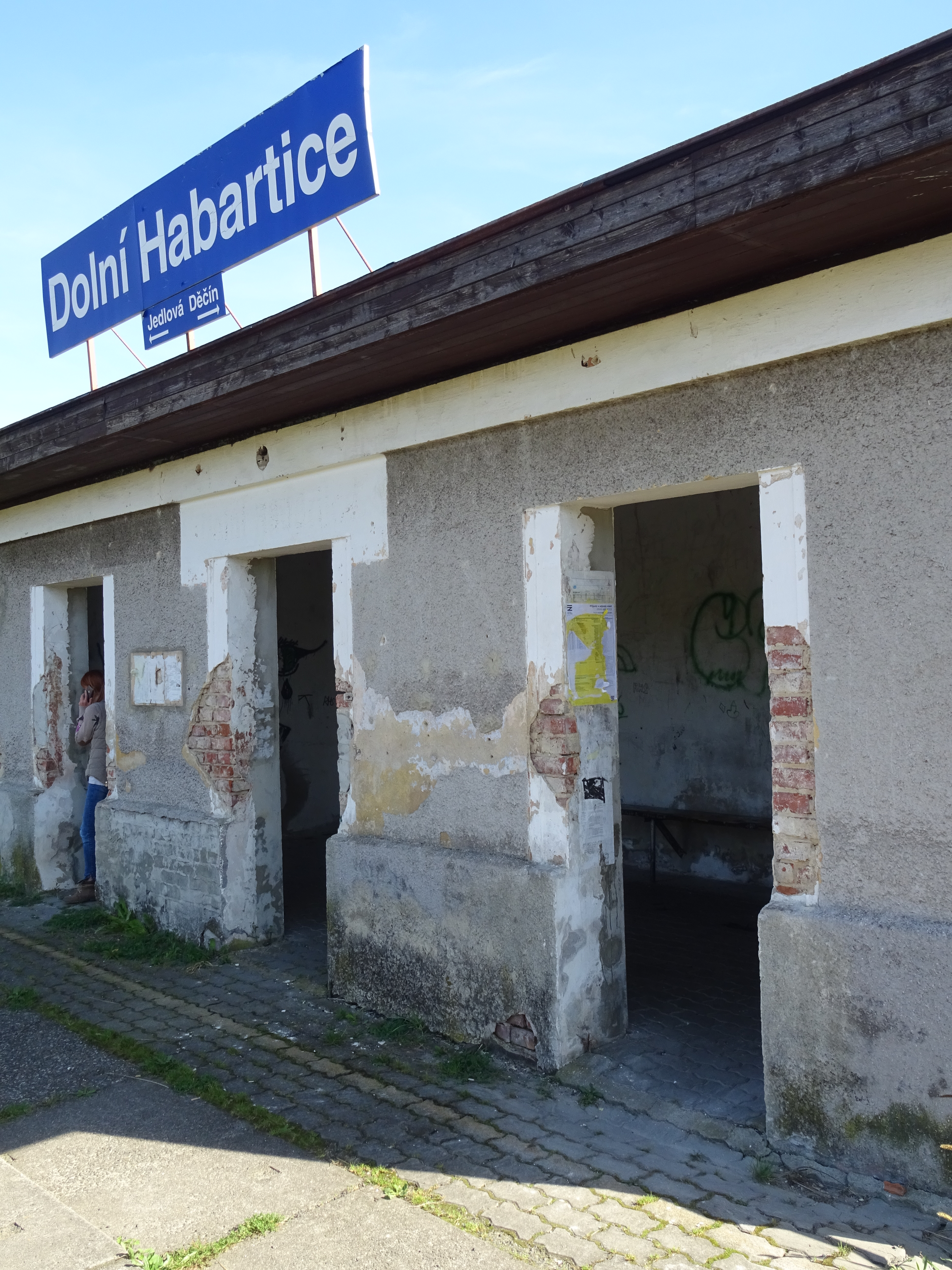
Dolní Habartice
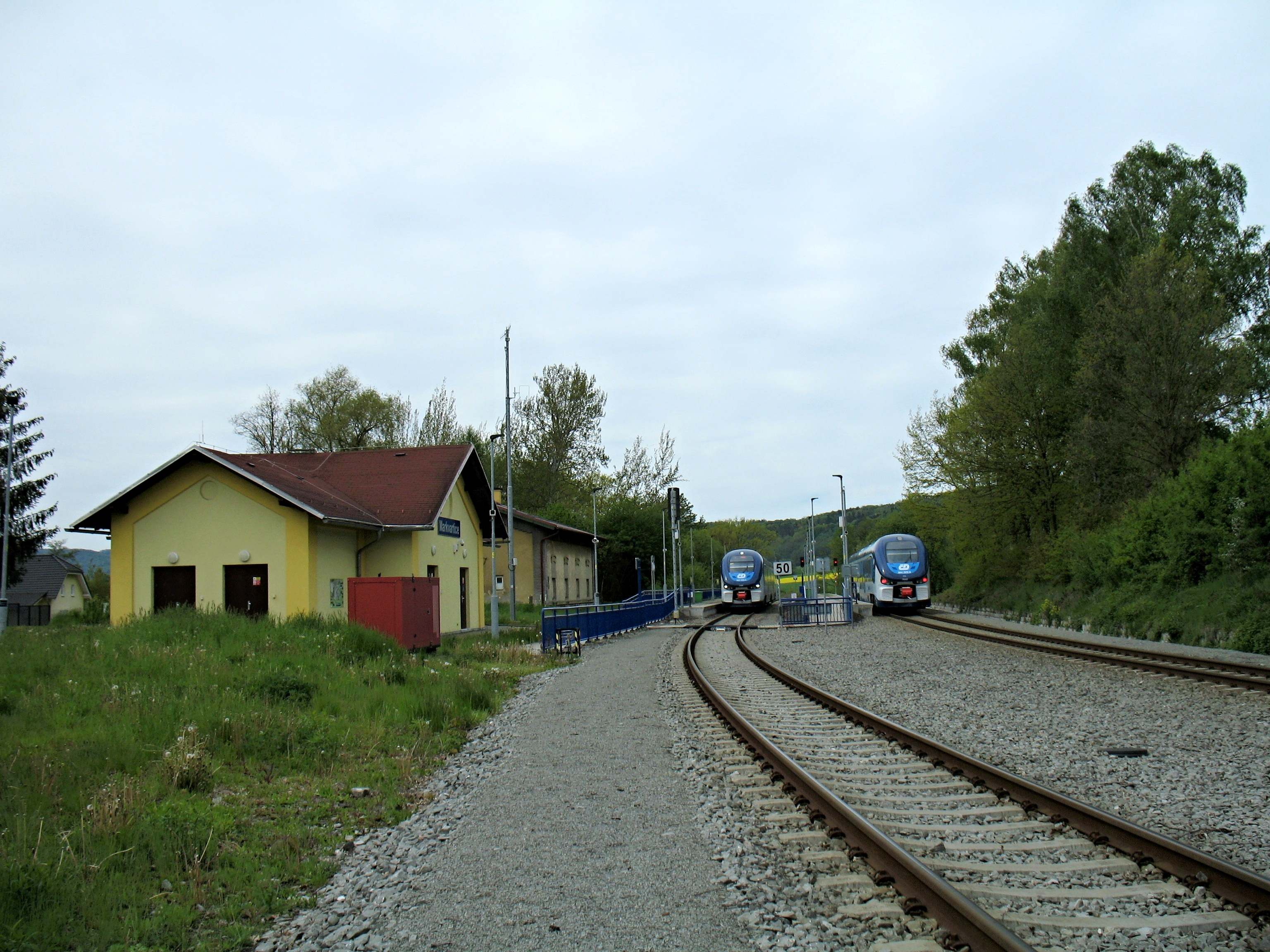
Markvartice
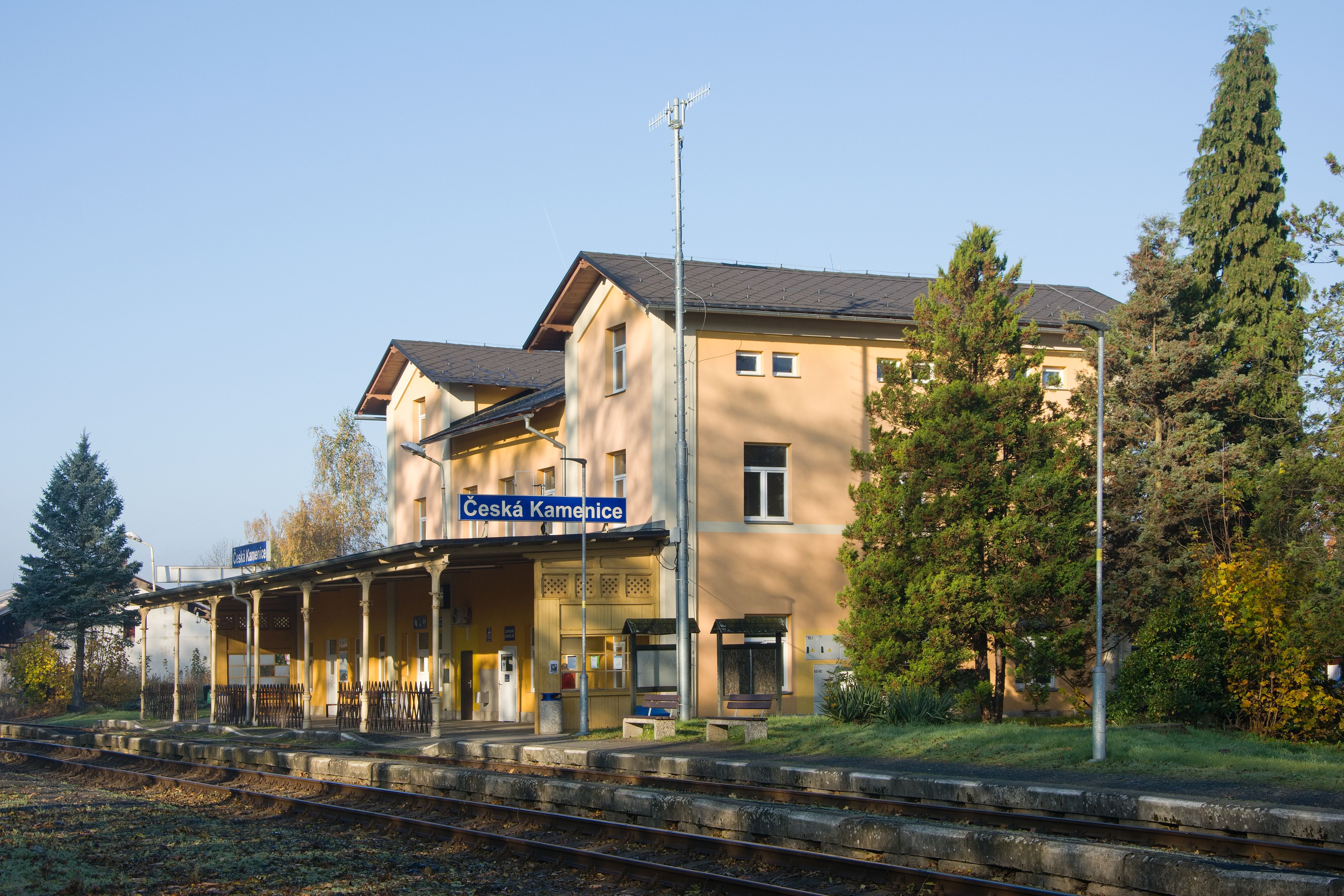
Česká Kamenice
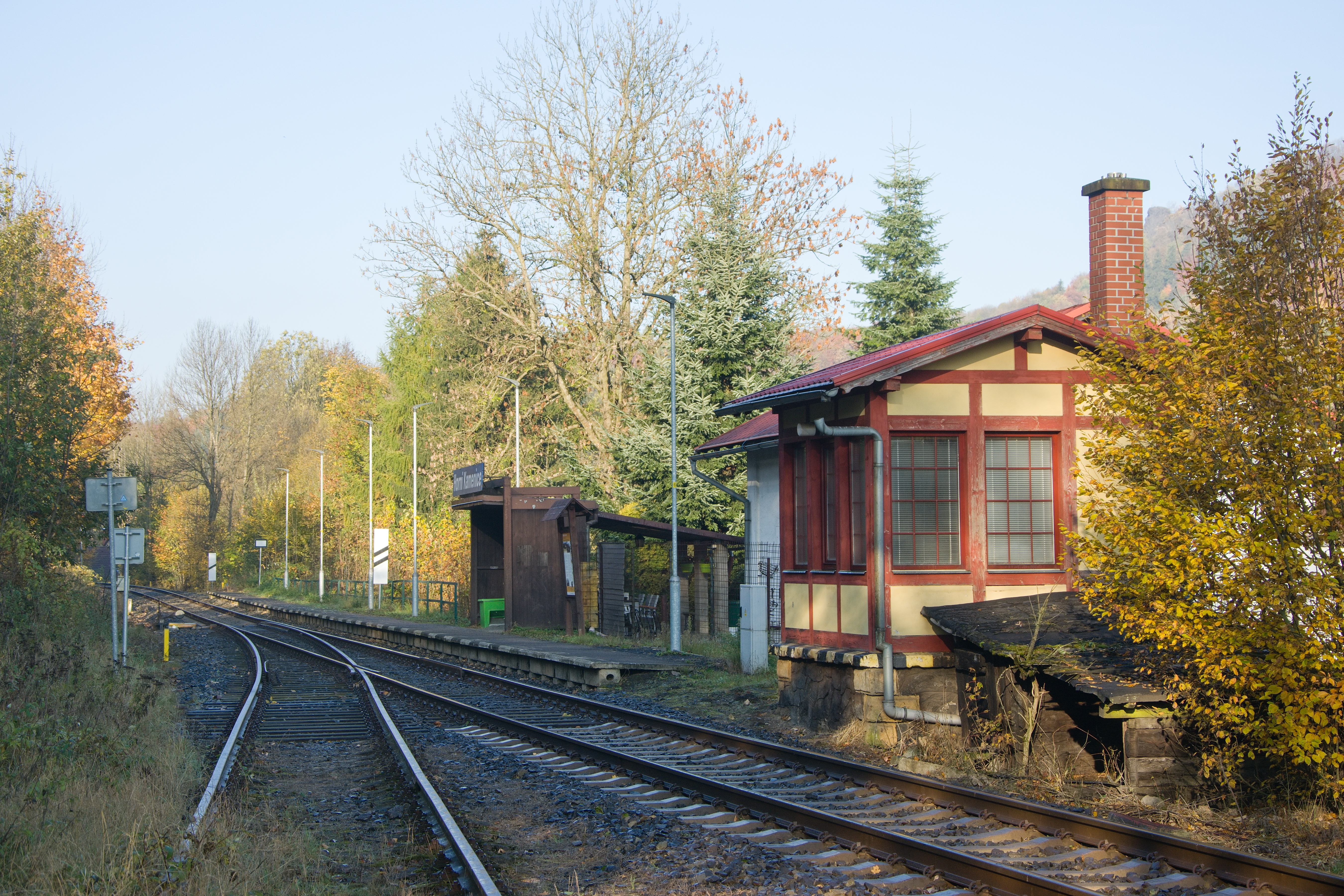
Horní Kamenice
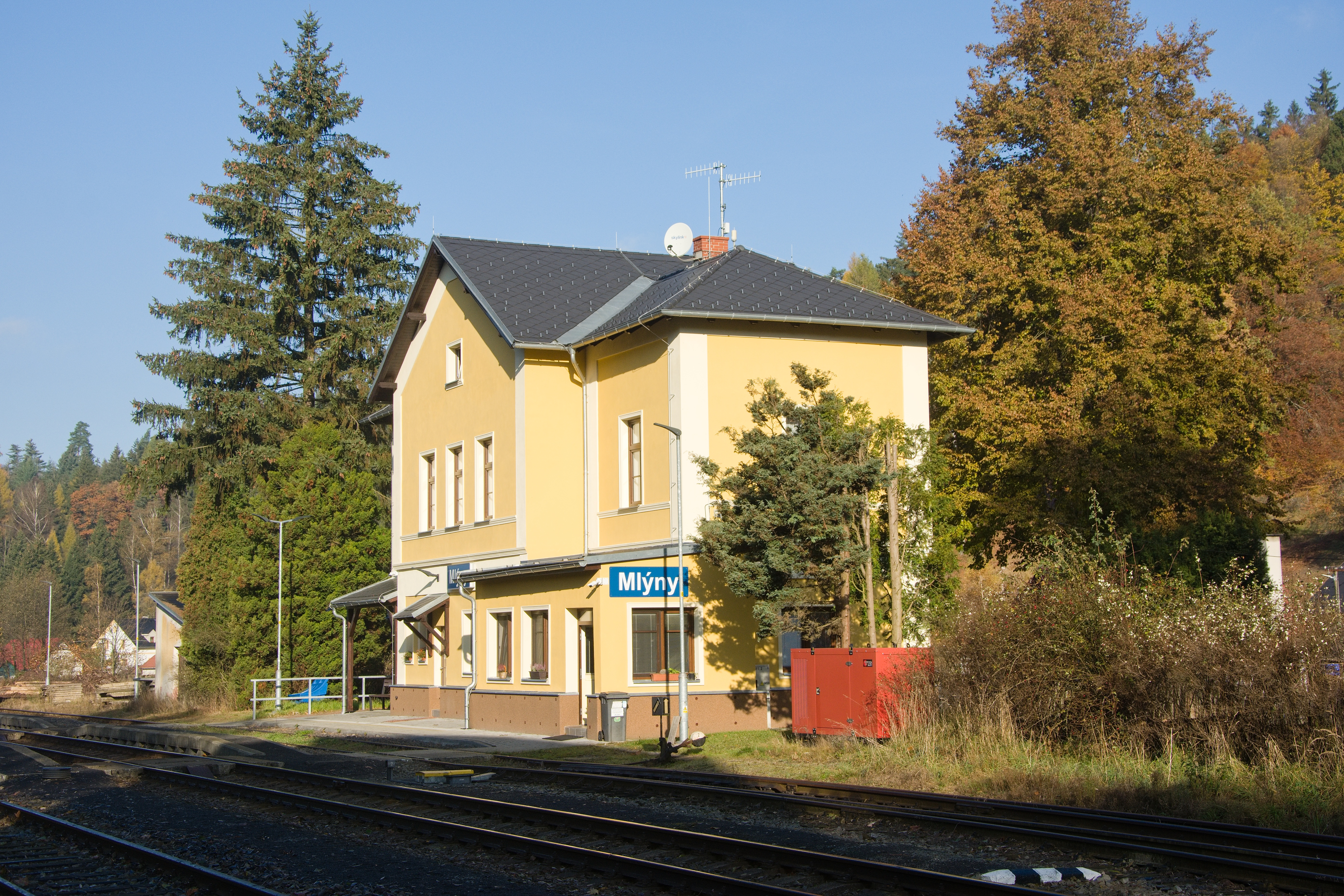
Mlýny
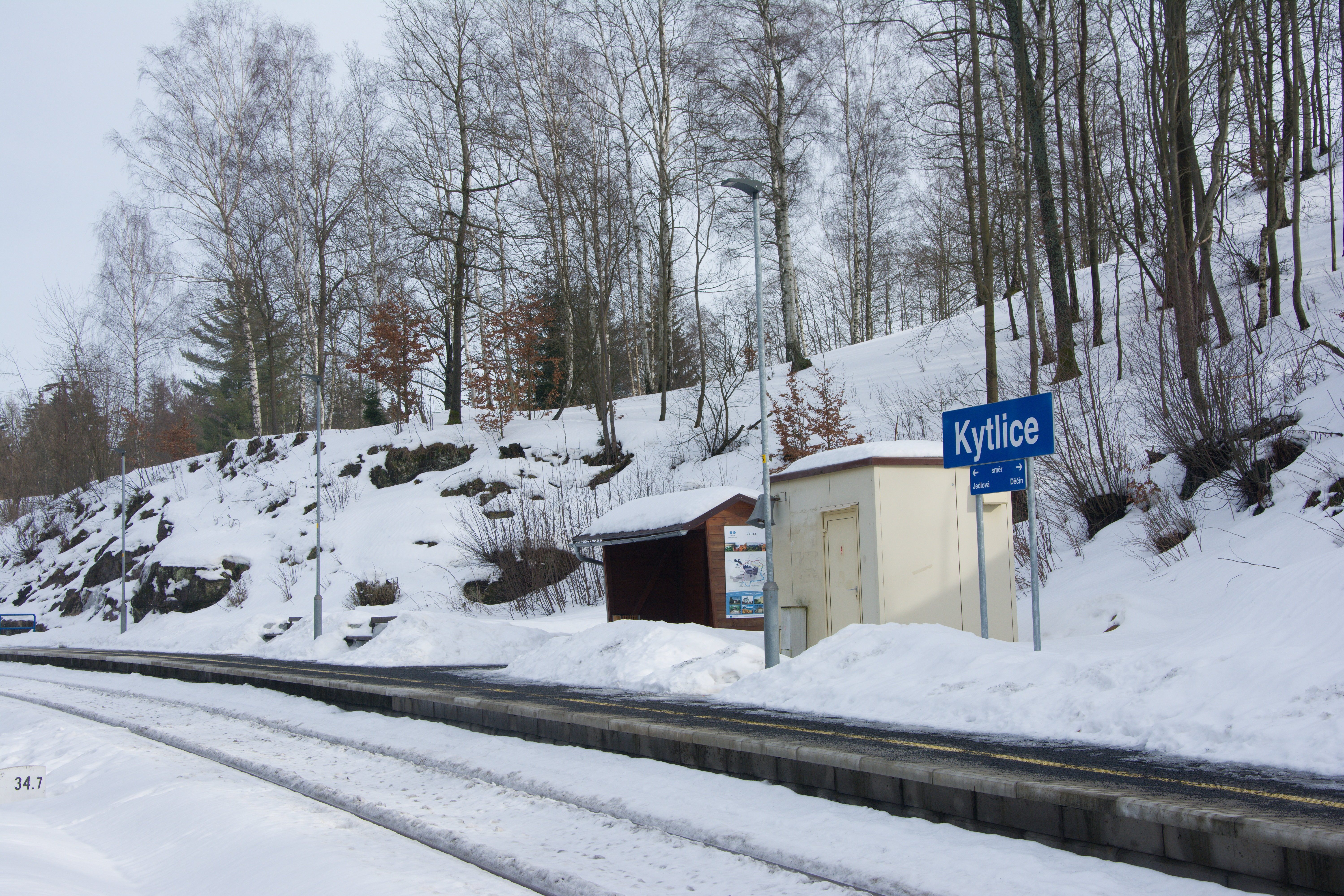
Kytlice
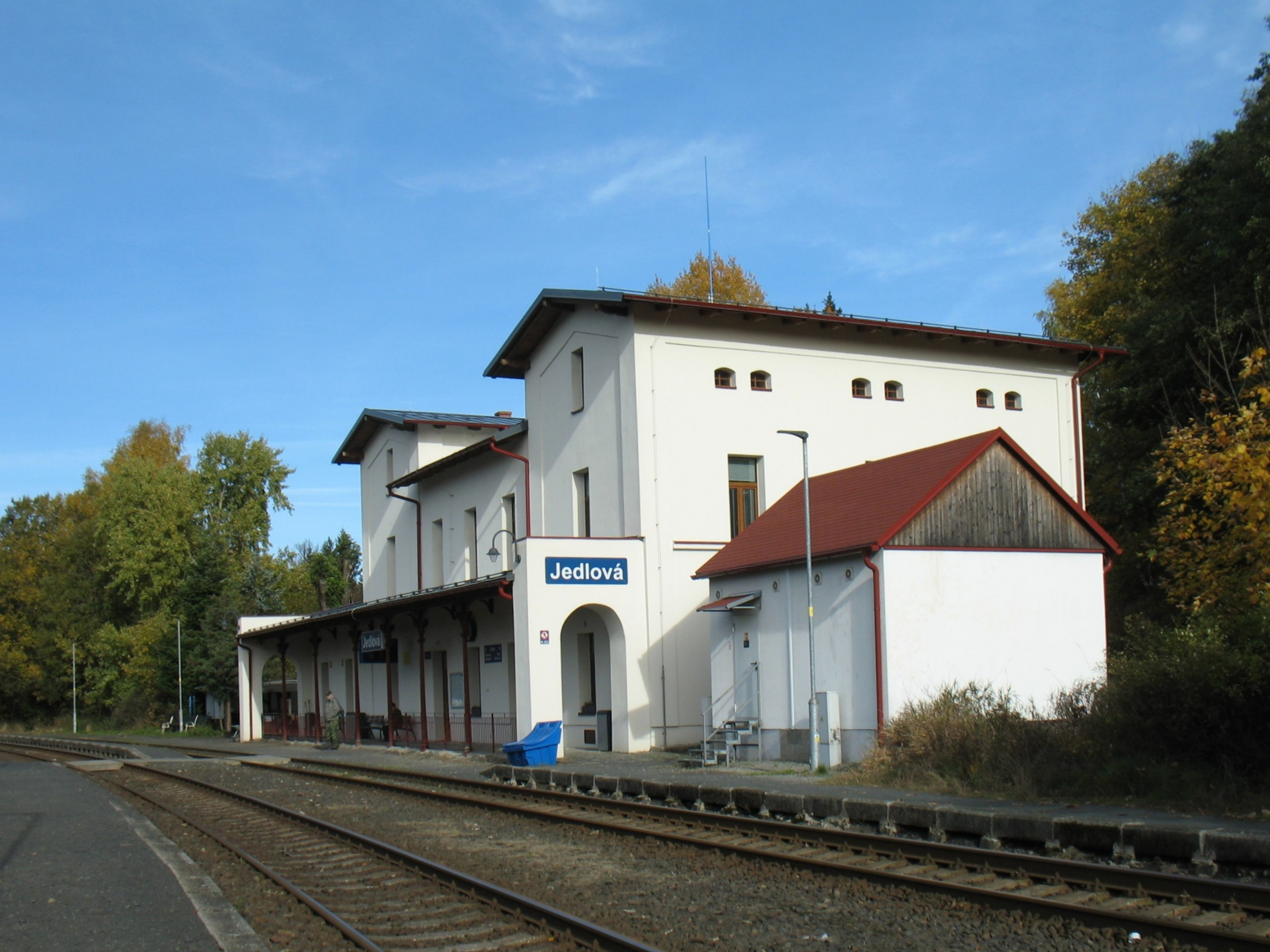
Jedlová
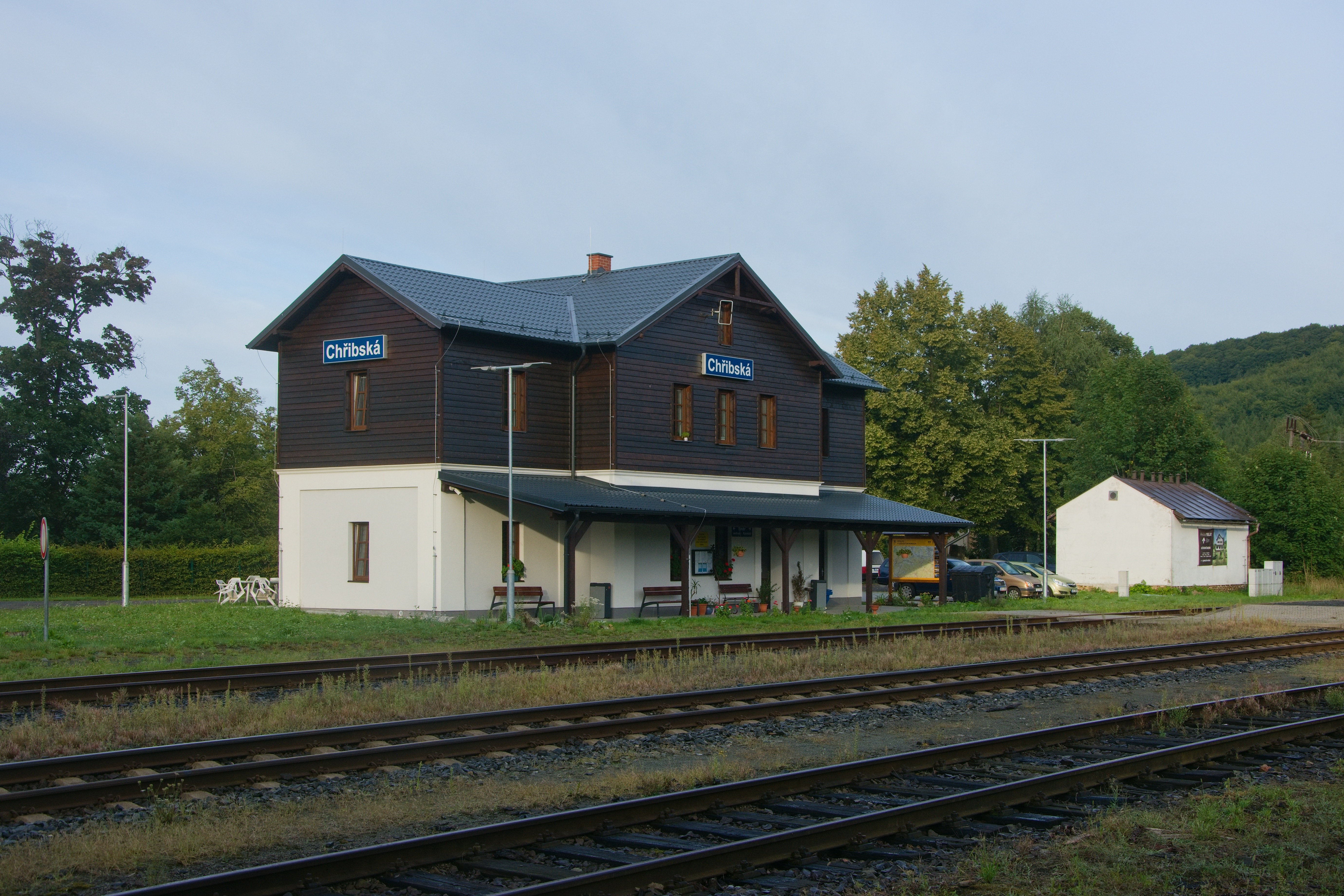
Chřibská
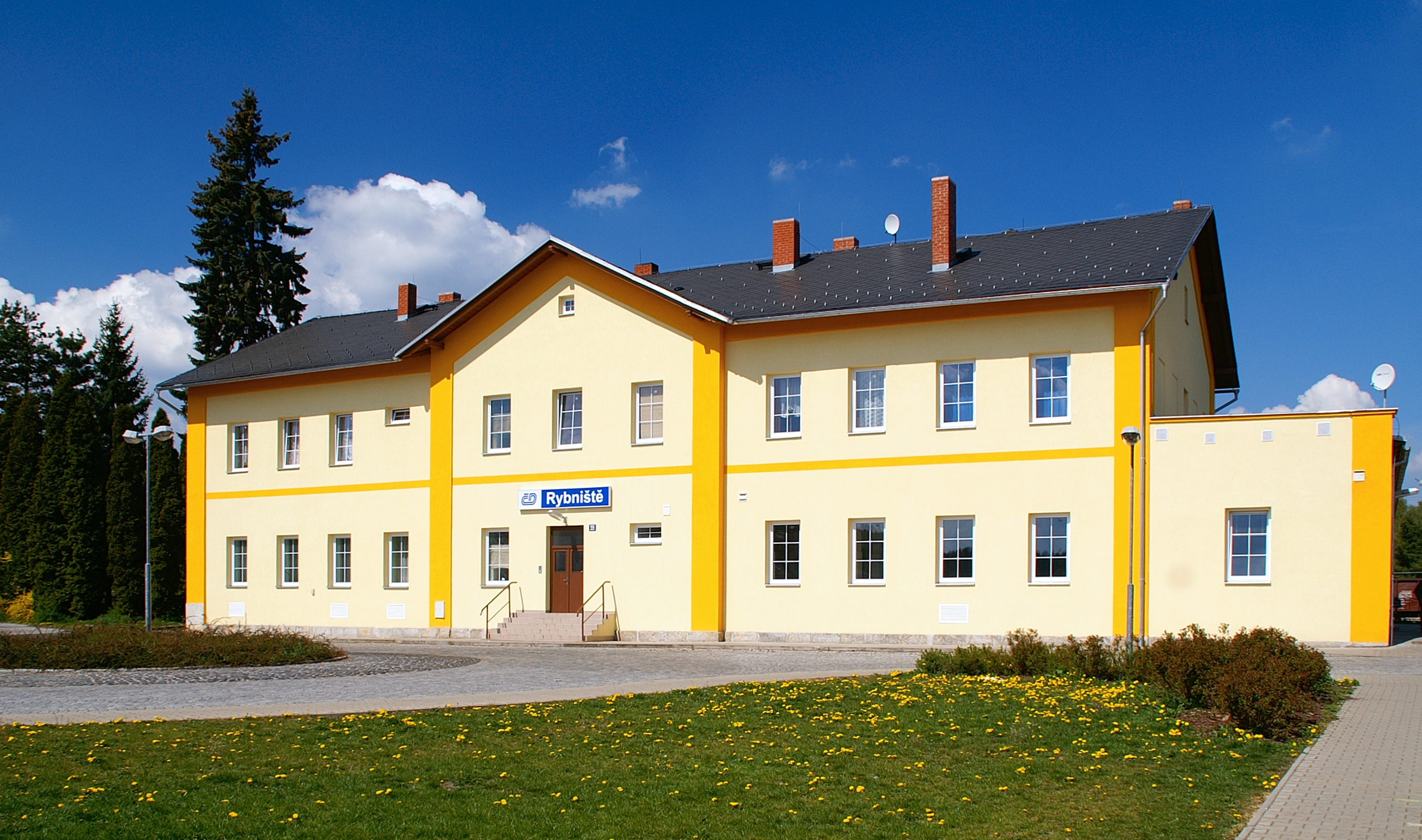
Rybniště
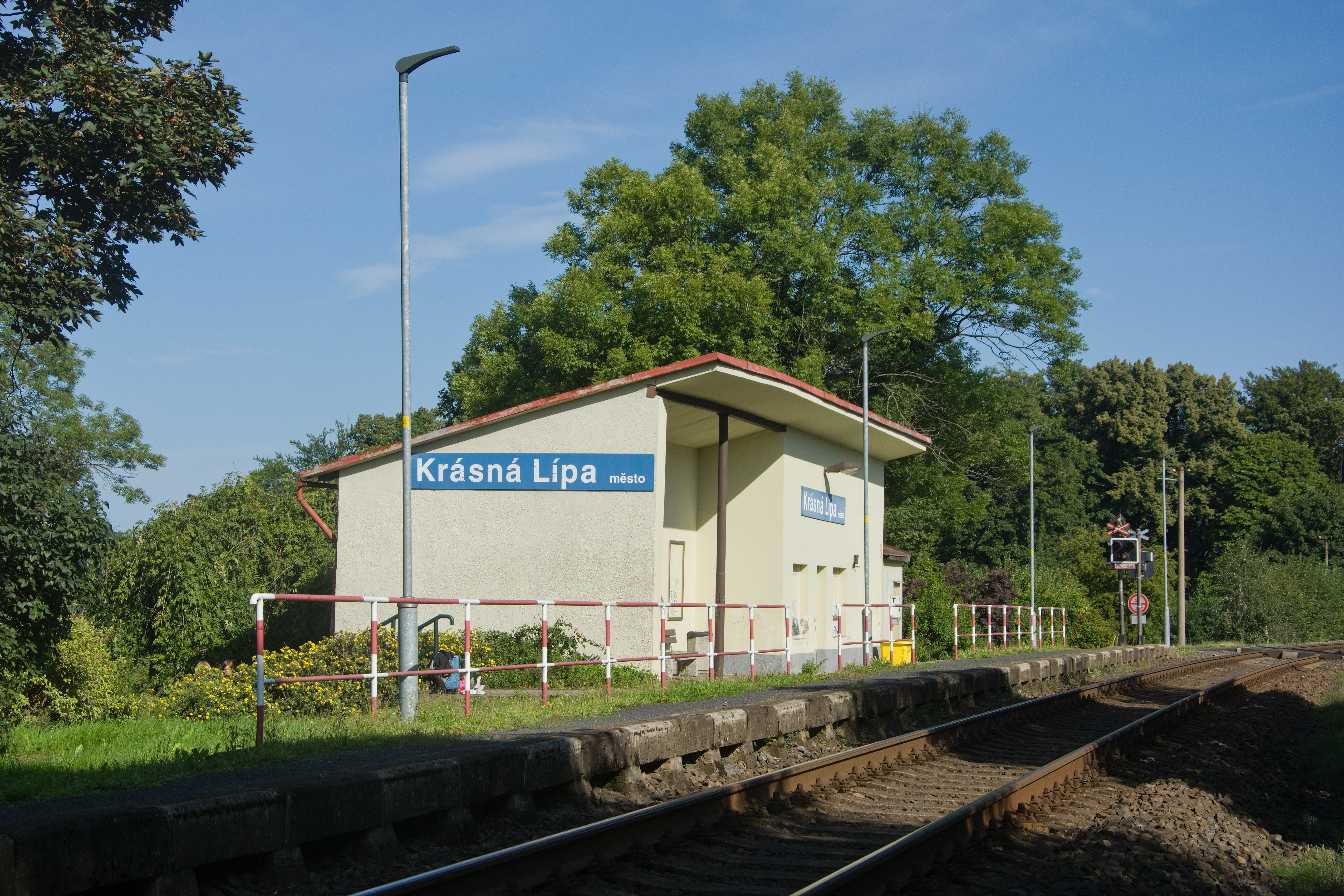
Krásná Lípa město
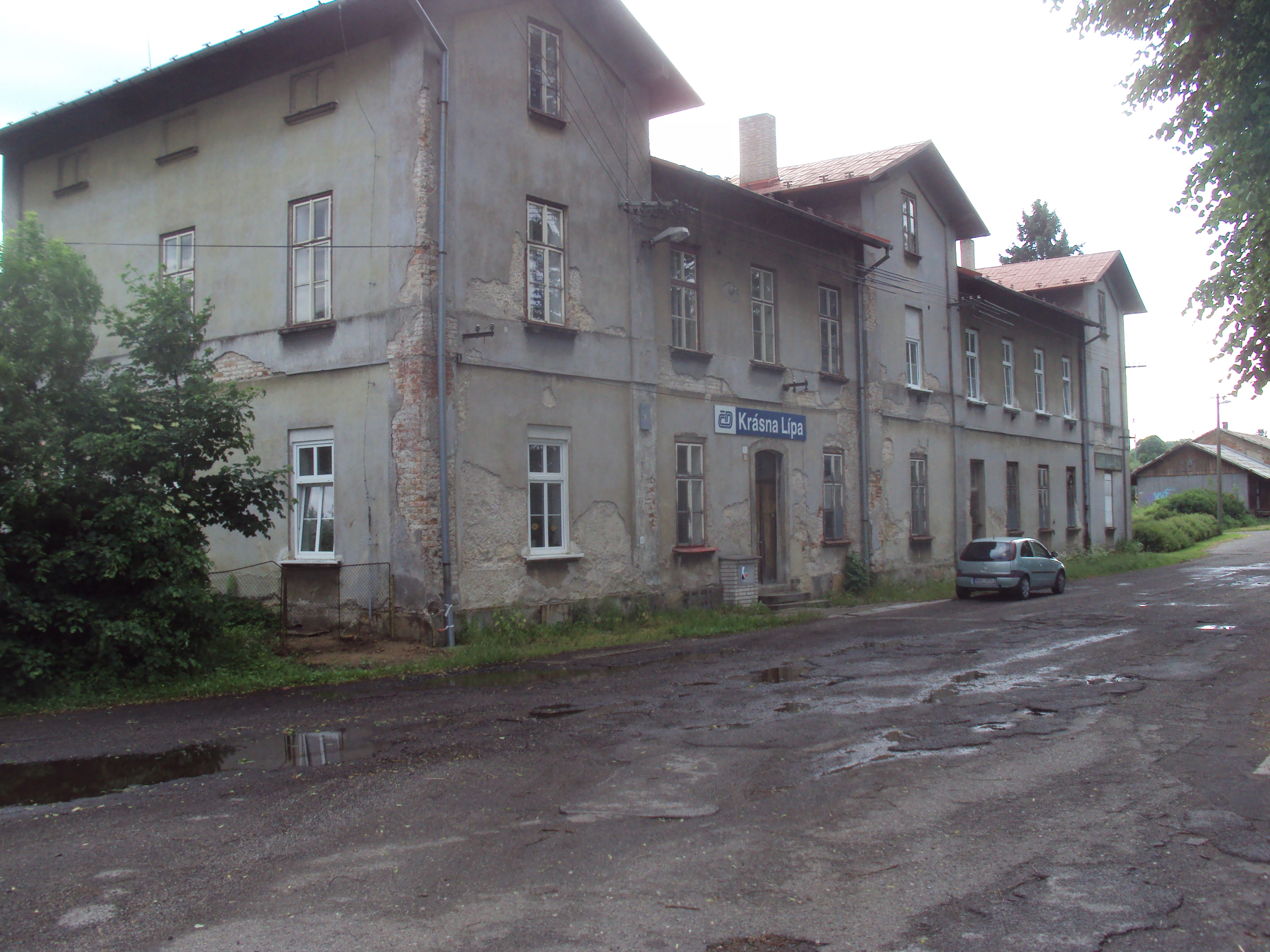
Krásná Lípa
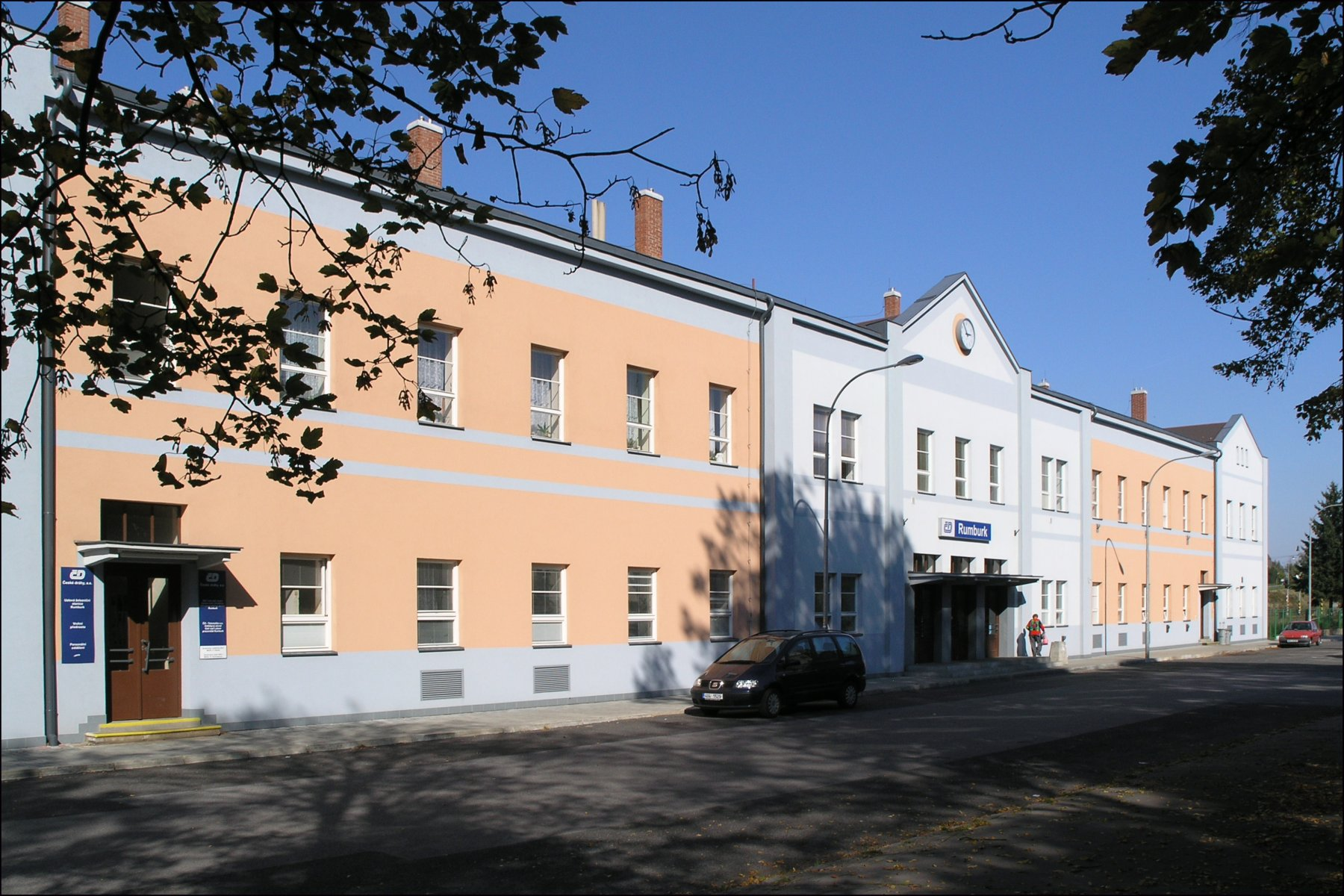
Rumburk

## Navazující tratě

### Děčín hlavní nádraží
- Železniční trať Děčín–Drážďany
- Železniční trať Praha–Děčín
- Železniční trať Děčín – Oldřichov u Duchcova

### Děčín východ
- Železniční trať Ústí nad Labem – Velké Březno – Děčín

### Benešov nad Ploučnicí
- Železniční trať Benešov nad Ploučnicí – Česká Lípa

### Česká Kamenice
- Železniční trať Česká Kamenice – Kamenický Šenov – Česká Lípa

### Jedlová
- Železniční trať Bakov nad Jizerou – Jedlová

### Rybniště
- Železniční trať Rybniště–Varnsdorf

### Krásná Lípa
- Železniční trať Krásná Lípa – Panský

### Rumburk
- Železniční trať Rumburk–Sebnitz
- Železniční trať Rumburk – Panský – Mikulášovice
- Železniční trať Rumburk–Ebersbach